# Royal Edinburgh Military Tattoo
Royal Edinburgh Military Tattoo er en årlig tilbagevendende serie af Tattoo Shows (Militær Parademarch) udført af britiske, Commonwealth samt internationale militærorkestre, samt fremvisning af teams på esplanaden foran Edinburgh Castle i den skotske hovedstad Edinburgh. Begivenheden finder sted hvert år i august måned, som del af den større Edinburgh Festival (et samlet navn for flere uafhængige festivaler og begivenheder, der holdes i Edinburgh i august måned).